# El grau zero de l'escriptura
El grau zero de l'escriptura (Le degré zéro de l’ecriture en l'original francés) és el primer assaig important del teòric i crític literari Roland Barthes. Tot i que es publicà el 1953 per l'editorial parisenca Seuil, alguns dels apartats ja s'havien editat com a articles en la revista Combat des del 1947. Es tracta d'un assaig sobre la història de la literatura francesa en què, a diferència de la majoria d'històries literàries, Barthes no fa una revisió d'autors, corrents o obres sinó que examina els orígens i les transformacions del concepte d'escriptura literària i la seua relació amb diferents períodes històrics de l'estat francés.

## Context
Per diferents circumstàncies, Roland Barthes mantenia en els seus inicis intel·lectuals una posició molt diferent a la de la crítica literària acadèmica francesa. D'una banda, la tuberculosi el va obligar a postergar els estudis universitaris; de l'altra, la manca d'un Doctorat d'État, una "massiva tesi rares vegades acabada en menys de deu anys", un requisit necessari per a progressar com a professor, el van llançar als marges d'un ambient acadèmic dominat per professors de La Sorbona amb pràctiques d'inclusió i autoritat summament rígides llavors.
A més, les conviccions de Barthes, des d'assaig primerencs com ara El grau zero de l'escriptura, s'enfrontaven radicalment a les nocions crítiques d'aquests acadèmics de tall positivista. Fet i fet, açò derivaria en una polèmica pública entre Barthes i Raymond Picard, que, en un assaig del 1965 anomenat Nouvelle critique ou nouvelle imposture, atacava els supòsits de l'anomenada "nova crítica", amb especial èmfasi en Barthes, i al qual aquest respondria en Crítica i veritat (1966). Picard, al principi, criticava les anàlisis que Barthes havia fet de Racine en Sur Racine (1963) a partir de nocions freudianes de l'inconscient, però aviat la discussió derivà en implicacions teòriques i crítiques més àmplies, així com en una disputa sobre qui pot tenir l'autoritat interpretativa d'un text literari.
La posició de Raymond Picard es pot resumir en aquesta declaració: "Basant-se en concret en les certeses del llenguatge, la coherència psicològica i els requeriments estructurals del gènere, l'investigador pacient i modest arriba a establir fets indiscutibles que d'alguna manera determinen zones d'objectivitat (i des d'aquestes pot –amb summa cura– aventurar-ne interpretacions)". Barthes, per contra, li contesta amb l'argument que "el que Picard considera fonaments (les certeses del llenguatge, les implicacions de la coherència psicològica i les exigències estructurals del gènere) són de per si interpretacions basades en una ideologia que els acadèmics desitgen presentar com la raó mateixa. Barthes afirma que l'afer principal és la resistència de la crítica acadèmica a acceptar la naturalesa simbòlica del llenguatge, particularment l'ambigüitat i la connotació".
Aquestes nocions de R. Barthes apareixen de ple ja en aquest assaig, en què parteix del supòsit que l'escriptura literària “sempre sembla simbòlica” i no pot existir una escriptura que siga del tot "clara" o que no incorpore lligams històrics o ideològics d'algun tipus identificables pel crític. Així, es pot veure que les discrepàncies entre Barthes i Picard, entre vella i nova crítica, anaven més allà de graus universitaris o de Racine, perquè, en el fons, el que es discutien eren maneres d'entendre el llenguatge, l'escriptura i la noció de literatura.
En una declaració en què recorda aquests moments, Barthes va dir: "Hi hagué una època a França en què la teoria era necessària. Totes les recerques en ciències socials i en literatura estaven sumides en una espècie d'empirisme i impressionisme. I calia reaccionar contra aquest impressionisme militant per un discurs teòric. Una vegada, però, realitzat aquest discurs teòric, de nou ha calgut actuar contra ell i obrir-se sobre una pràctica que faça dialèctica alhora teoria i escriptura.[…] Més tard de nou es farà teoria. Cal acceptar aquest vaivé".

## Primera part: Què és l'escriptura?
La primera part de l'assaig, la dedica Barthes a establir els conceptes teòrics que després farà servir per a classificar la història de la literatura a l'estat francés. Així, partirà de primer d'una definició pròpia d'escriptura per a després poder explicar com és que se'n va construint i transformant d'acord amb distints moments històrics i d'acord també a les seues convencions.

### Definició d'escriptura
Per a l'autor, hi ha tres realitats formals de què disposa l'escriptor per a expressar-se: la llengua, l'estil i l'escriptura. La llengua és un horitzó compartit per tots els parlants, el límit del que es pot dir, un objecte social definit, no pas triat; per això, no representa un compromís per a l'escriptor, sinó una naturalesa. L'estil és l'expressió de la seua mitologia personal, la història del seu passat; el seu origen és més aviat biològic, perquè naix i creix amb ell; tanmateix, pel seu origen, no és una elecció sinó una naturalesa, així com la llengua. Roland Barthes explica que el vertader lloc d'elecció i compromís és l'escriptura: a diferència de la llengua i l'estil, l'escriptura no és pas naturalesa, sinó funció: uneix la creació amb la societat i s'adhereix a les grans crisis de la història. Com que no és pas naturalesa, té una configuració simbòlica: tanca al discurs en un signe total que expressarà una posició davant de la realitat. Per a remarcar aquest tret de l'escriptura, Barthes l'enfronta a la paraula (la llengua); així, es veu que la primera, en ser simbòlica, tanca una intenció que és més enllà del llenguatge; i perquè es configura com un signe total, el seu significat rau en la seua unitat i no pas en la successió dels signes. La paraula, també, pren sentit en la successió, en el moviment de signes buits, i la seua intenció és sols comunicar. L'escriptura naix de la reflexió de l'escriptor sobre l'ús social de la forma, i serà, per això, una manera de pensar i entendre la literatura.

### Escriptures i història
L'escriptor no té un cúmul abstracte d'escriptures d'on puga triar una a cada moment: la història i la tradició l'empenyen a fer-ne tria. Com a elecció, es tracta d'una llibertat. Aquesta elecció i llibertat de l'escriptor, però, s'esvaeixen perquè el ressò d'escriptures passades i fins i tot del passat de la seua escriptura comencen a fer ressò. Tanmateix, el moment de l'elecció, en tant que gest significatiu i presa de posició, és un punt significatiu en la història "ja que la història és sempre i abans que res una elecció i els límits d'aquesta elecció", diu Barthes. Així, es traça la relació entre l'escriptura i la història, i es veu com la primera naix de les circumstàncies de la segona.
Les escriptures polítiques en són un exemple: en aquestes, diu Barthes, "l'escriptura s'[…]encarrega d'unir en un sol traç la realitat dels actes i la idealitat dels fins." Són escriptures de definició, açò és, que valoren què és el bé i el mal i jutgen d'acord amb la seua posició. Les escriptures del poder i les escriptures de combat funcionen igual. Així, tant l'escriptura clàssica francesa, com les escriptures marxistes, leninistes o la del comunism francés tenen una estructuració semblant. Les anomenades escriptures intel·lectuals, les dels militants polítics, representen més que la posició de l'escriptor (o més aviat "escrivent") en tota una col·lectivitat. Aquestes escriptures naixen com un compromís social; l'autonomia de la seua forma, però, és més gran en tant que reben una signatura que esborra la història de la conversió de l'escrivent a aquest compromís i representa la col·lectivitat.
Una volta definit el concepte d'escriptura i després de plantejar que la tria d'un tipus d'escriptura està sempre en relació amb una elecció ideològica o amb una conjuntura històrica particular, R. Barthes s'endinsa en l'escriptura literària en si.
Si, com vam veure, l'escriptura literària no pot ser reduïda a la llengua en què s'escriu, ni tampoc pot ser simplificada amb la noció individual d'estil, aleshores l'escriptura literària ha de tenir i construir les seues característiques, les seues "marques". Com afirma R. Barthes, "aquesta [literatura] també ha d'assenyalar una cosa diferent del seu contingut i de la seua forma individual, que és el seu propi cèrcol, allò pel qual s'imposa com a literatura". Aquestes "marques" que, segons l'autor, serveixen per a designar i identificar certs textos com a literaris, les anomena "convenció-tipus". Les convencions de la literatura es construïren històricament amb el creixement de l'escriptura literària i es consolidaren en anar-se repetint i renovant. És a dir, que no hi ha una cosa que siga "naturalment" literatura, sinó que aquesta és una institució que es construeix a poc a poc al llarg de la història. El concepte teòric de convenció és summament important per a comprendre la periodització de l'escriptura francesa que planteja l'autor en la segona part de l'assaig, perquè justament són les convencions les que es repeteixen, reforcen, neguen o trenquen seguint diferents moments de la història francesa.
Els exemples que R. Barthes proposa els agafa de la novel·la. D'una banda, esmenta el cas del pretèrit indefinit. Aquest temps verbal, virtualment exclòs del francés col·loquial, és, però, el temps favorit de la novel·la (sobretot la d'abans del segle xx). Si al començament s'utilitzava aquest temps com una manera de presentar fets acabats, en el passat, aviat va significar una cosa més: el fet mateix que el text que es llegia es tractava d'una novel·la. Així, Barthes suggereix que "el pretèrit indefinit significa una creació: és a dir, l'assenyala i la imposa". La paradoxa hi rau en el fet que aquest temps, alhora que construeix fets possibles (sobretot en la novel·la realista), els designa com a part d'una ficció.
L'altre exemple n'és el del narrador omniscient o en tercera persona, que també presenta els fets com a part d'una creació literària de ficció. Originàriament, diu R. Barthes, narrar els fets d'aquesta forma, pròpia de l'escriptura clàssica, es corresponia amb la ideologia burgesa, per a la qual el món era coherent, on tot podia ser ordenat i cohesionat per una veu narrativa dominant. Aviat, però, l'ús d'aquesta mena de narrador esdevingué una convenció de la novel·la, i així es repeteix la mateixa paradoxa que en l'exemple anterior: la possibilitat i coherència assenyalades al seu torn com a fictícies. Segons Barthes, "la tercera persona, com el pretèrit indefinit, compleixen amb aquesta funció i donen al consumidor la seguretat d'una fabulació creïble i, tanmateix, manifestada incessantment com a falsa". Si bé és cert que la novel·la ha experimentat i treballat des de fa molt amb temps i veus narratives diverses, això només es pot comprendre a la llum de les convencions a les quals estan reptant (els exemples de R. Barthes) i acaben per convertir-se en noves convencions de la institució literària amb una postura concreta enfront del món.
Així mateix, Roland Barthes revisa la transformació de l'escriptura poètica per a il·luminar el canvi en aquest gènere. La poesia podria es podria dividir en dues. D'una banda, una poesia clàssica en què el fet poètic s'entén com a ornament d'una llengua sense ambigüitat i, de l'altra, una poesia moderna en què es trenca amb aquesta concepció i s'entén el llenguatge poètic com un llenguatge del tot diferent al comú i en què es privilegia la naturalesa simbòlica i evocativa del llenguatge. D'aquesta manera es conclou la primera part de l'assaig per a passar a la revisió dels diferents períodes d'escriptura literària a l'estat francés.

## Segona part: escriptures en la història francesa
En la segona part, Roland Barthes planteja una història de l'escriptura literària a l'estat francés en quatre grans períodes: escriptura clàssica (3.1.), escriptura artesana (3.2.), la poesia de Mallarmé (3.3.) i el grau zero de l'escriptura (3.4.).

### Clàssics i romàntics
Abans de la formació de l'escriptura clàssica, en el segle XVII, R. Barthes esmenta que no es pot parlar d'escriptures a l'estat francés. La llengua francesa estava encara en un període de consolidació, quant a la sintaxi i el vocabulari; els llenguatges literaris estaven cercant de conéixer la natura en la seua extensió i no pas una essència humana. "Mentre la llengua dubta de la seua estructura mateixa, la moral del llenguatge és impossible".
L'escriptura clàssica naix en el segle XVII  amb la preburgesia, un grup proper al poder. La consolidació del caràcter universal d'aquesta escriptura arriba al 1660 amb la gramàtica de Port-Royal, que li dona un valor a la claredat del llenguatge. Aquesta escriptura clàssica es forma amb la confluència de tres elements: el dogmatisme de l'esperit (cerca d'una essència universal humana), l'autoritat política i la unitat del llenguatge clàssic (la claredat com a imposició). Aquesta preburgesia forja el començament d'una cerca de l'essència humana universal a partir de l'escriptura; després de la Revolució Francesa, l'escriptura es conserva intacta i amb el mateix projecte, ja que els qui tenien el poder intel·lectual eren els mateixos que prengueren el poder polític. Més tard, el Romanticisme hereta la principal característica de l'escriptura clàssica: la instrumentalitat, per això es perllonga en el temps. Així, la ideologia burgesa fa ús d'una escriptura particular, que durarà fins al 1848.
Roland Barthes indica que la problemàtica del llenguatge en el període de l'escriptura clàssica es limita a la retòrica (perquè l'escriptura clàssica era sobretot instrumental: la forma al servei del fons, i ornamental: decoració externa amb elements de la tradició), açò és, l'ordre del discurs amb finalitats persuasives, i no pel sentit de l'escriptura. La proliferació de retòrica acompanya l'escriptura clàssica, i la seua caiguda és símptoma del sorgiment d'una pluralitat d'escriptures que acompanyen l'esquinçament de la ideologia burgesa.

### Artesania de l'estil
Després de la Revolució de 1848, molts dels paradigmes ideològics de la burgesia francesa entraren en crisi. Segons R. Barthes, "cap al 1850 comença a plantejar-se-li a la literatura un problema de justificació". Escriptors com ara Gustave Flaubert, Valéry, Théophile Gautier i fins i tot André Gide, comencen a treballar la forma i el llenguatge i, així, es comença a valorar la literatura pel treball artesà que costa fer-la. Per açò, aquests són els escriptors que acaben per consolidar i convertir en convencions fixes del "fet literari" els signes (com el narrador omniscient i el pretèrit indefinit) perquè, de llavors ençà, "actuen a manera de signes de la literatura", com ja s'havia esmentat en la primera part. Aquests escriptors passen "a transformar l'escriptura donada per la història en un art, és a dir, en una convenció clara, en un pacte sincer que permeta a l'individu ocupar una situació familiar en una natura encara confusa".
Aquest tipus d'escriptura continua amb la narrativa naturalista de Guy de Maupassant, Émile Zola i Alphonse Daudet i fins i tot amb la del realisme socialista. En aquesta mena de narrativa, les convencions literàries establertes es mantenen fermament mentre s'agreguen formes populars d'usar el llenguatge com ara grolleries, errors gramaticals o de pronúncia, etc. Per a R. Barthes, "aquest llenguatge, saturat de convenció, només lliura la realitat entre cometes: s'empren paraules populars, girs relaxats enmig d'una sintaxi purament literària". Així, aquests escriptors duen a terme la mateixa funció que els antecessors, la de "lliurar una literatura que es veja des de lluny", açò és, una escriptura literària que repeteix i consolida convencions històriques del "fet literari", que alhora que tracta de representar fets possibles els assenyala com a part d'una escriptura artística i, en aquest cas, de ficció.

### Mallarmé i la mort de l'escriptura
Si l'escriptura artesana no crea pas un nou llenguatge literari, sinó que referma les convencions establertes, hi ha una altra mena d'escriptura que fa entrar en crisi el llenguatge i la forma literària, i de la qual Stéphane Mallarmé és representant. Roland Barthes fa un recorregut de la poesia, des de la clàssica fins a Mallarmé i la poesia moderna. L'escriptura clàssica produeix una poesia ornamental i retòrica, en què els elements formen part d'una mena de discurs persuasiu; el discurs no perd claredat, perquè la concepció de natura que es té és aprehesa i amb la poesia s'expressa. La poesia moderna posa en crisi la noció de natura i fa esclatar el llenguatge; el projecte del mot és ací vertical, perquè la seua significació és total: n'abasta totes les accepcions, tant passades com futures, el seu significat és enciclopèdica. En abolir les relacions que en la poesia clàssica transmeten una intenció fora del llenguatge, la poesia moderna fa significar cada mot; inverteix, fins i tot, les relacions del pensament i el llenguatge: ara aquest no és un mitjà de transmissió sinó un fi de significació: el pensament sorgeix pel llenguatge. Com que el mot adquireix una significació total, nega el passat, açò és, la significació immediata, i la forma se silencia; així, el poeta, creant un nou llenguatge, tracta d'aïllar de la història el seu discurs i negar la literatura (com a institució). El mot, en negar els procediments típics del poeta, s'acosta a la solitud i hi introdueix el silenci: el llenguatge literari canta la seua mort en un acte suïcida. Stéphane Mallarmé és el representant d'aquests trets de la poesia moderna.

### El grau zero de l'escriptura
És un terme que pren R. Barthes de la lingüística, el grau zero designa el tercer element que no s'integra pas dins d'una polaritat; es tracta d'un element neutre. R. Barthes en posa com a exemple que, "entre el mode subjuntiu i l'imperatiu, l'indicatiu apareix com una forma no modal". Aquesta escriptura tempta d'alliberar-se de l'ordre imposat pel llenguatge. És una escriptura "periodística", indicativa, açò és, amodal. Tempta d'allunyar-se de la literatura, per això pren una llengua bàsica aliena al llenguatge literari. "Aquesta paraula transparent, inaugurada per L'estrany d'Albert Camus, fa un estil de l'absència que és quasi una absència ideal d'estil". Una forma així, absent, transparent, reflecteix millor el pensament de l'escriptor o escriptora  en tota la seua responsabilitat; d'aquesta manera, l'escriptura neutra conserva la característica d'instrumentalitat de l'art clàssic, només que ara ja no serveix pas per a una ideologia triomfant, perquè buida la forma (que és la que duu història i ideologia). L'escriptor o escriptora, en presentar-se amb una escriptura neutra, transparent o de grau zero, intenta posicionar-se com una persona honesta, perquè nega les formes establertes que conserven una càrrega ideològica que és per damunt de les intencions de l'escriptor. Tanmateix, com tota escriptura revolucionària, acaba per integrar-se al sistema de les belles lletres; la societat fa presoner l'escriptor dins de la literatura, que és el que temptava de negar.

## Comentaris al text
En tractar d'ordenar la seua pròpia obra, R. Barthes proposa una classificació en què els textos es reunissen d'acord amb l'autor o el corrent amb què estigués dialogant en cada moment de la seua vida. Així, Barthes col·loca El grau zero de l'escriptura juntament amb els textos que dialogaven amb l'obra del filòsof francés Jean-Paul Sartre. Éric Marty explica el sentit d'aquesta relació:
Si El grau zero de l'escriptura pot ser, segons l'opinió del mateix Barthes atribuïble a l'espai sartreà, és en raó de la noció de responsabilitat que s'hi centra. [...]. El "grau zero" és la fórmula que permet repensar compromís i responsabilitat d'una altra manera, no pas en una dialèctica de la totalització com en Sartre, sinó, al contrari, en la dialèctica oberta d'una utopia oferta a la literatura. […] Desvincular responsabilitat i compromís és evitar que la desmitificació de la literatura faça caure aquesta en un mite tal vegada més pesat i solapat: el del progressisme.
En un altre moment de la conversa amb Hilia Moreira, Barthes fa un comentari autocrític de la seua manera de pensar i escriure l'any 1953:
Qui va escriure El grau zero [de l'escriptura] era un subjecte que es proposava com a desmitificador i com a analista i que, en conseqüència, s'aixoplugava darrere un llenguatge que ell mateix no qüestionava. Més tard, i a poc a poc, ajudat per tot el treball intel·lectual que es feia al meu voltant, vaig comprendre que hi havia una espècie de mala fe a sostenir un discurs científic que no s'interrogava a si mateix.

En aquesta mateixa vena crítica, Jonathan Culler, un dels més importants revisionistes de Roland Barthes i de l'estructuralisme francés en general, en diu:
Aquest primer llibre de Barthes […] és una obra de crítica prou estranya. Sols esmenta unes quantes obres literàries i a penes conté exemples [...]. En un article sobre història de la literatura, que forma part de Sur Racine, Barthes critica els historiadors de la literatura que usen un mètode històric però obliden la naturalesa històrica del seu objecte d'estudi. Ací sembla haver-hi justament el problema contrari: Barthes subratlla el caràcter històric del seu objecte -l'escriptura, o la funció de la literatura-, li manca, però, un mètode històric. La idea d'una escriptura clàssica hi és a penes esbossada, i el lector ha de trobar exemples per si sol. Ni tan sols és una rèplica a Sartre (el llibre de Sartre no s'esmenta enlloc del text). Més aviat sembla estar experimentant amb la idea sartreana de la literatura, modificant-la per a produir una nova concepció de la història de la literatura i de l'escriptura des de Flaubert.
En un estudi posterior a la mort de Roland Barthes, Jacques Derrida recordaria aquest primer assaig de l'autor per a fer un comentari general de la seua manera de creació intel·lectual:
De la novel·la a la fotografia, del Degré zéro de l’écriture a La chaimbre claire, un determinat pensament de la mort ho mobilitza tot, ho ha desplaçat més aviat una espècie de travessia cap al més enllà de qualsevol sistema tancat, de qualsevol saber, de qualsevol novetat científica que sempre despertà en ell l'Aufklärer [explorador] i el descobridor, tot i que sols fos per un moment, el moment d'una reflexió, d'una contribució que esdevindrà indispensable, per a allunyar-se tot seguit, explicant-ho amb una modèstia calculada, amb una educació que feia gala d'una exigència rigorosa i una ètica insubornable, com si fos una fatalitat idiosincràtica assumida ingènuament.